# Andrónico Rodríguez

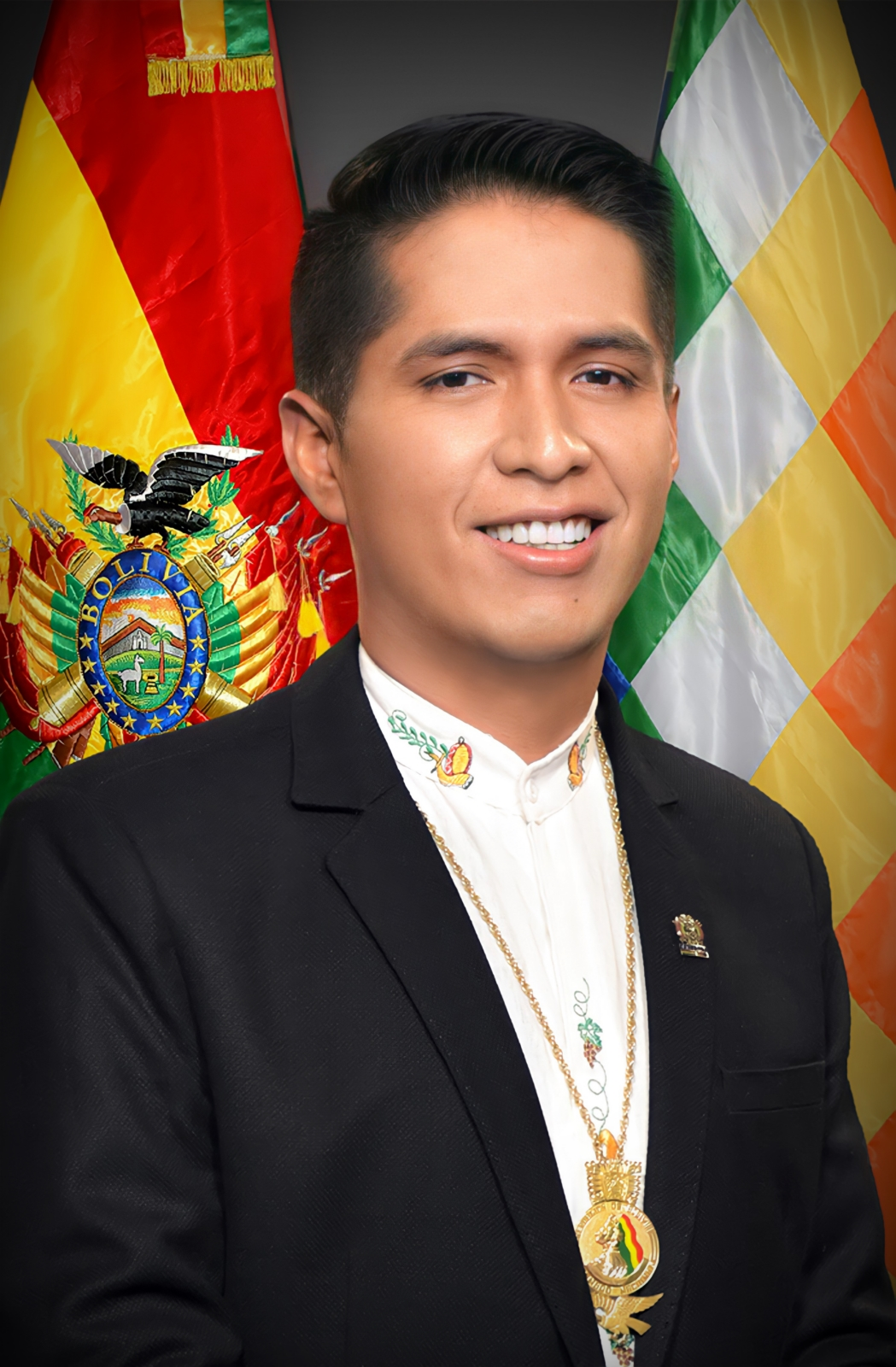
Offizielles Portrait von Andrónico Rodríguez, 2020

Andrónico Rodríguez Ledezma (* 11. November 1988 in Sacaba) ist ein bolivianischer Politiker der Partei Movimiento al Socialismo. Seit 2020 ist er Präsident des bolivianischen Senats. Rodríguez engagierte sich früh in der Cocalero-Bewegung im Chapare. Ihm wird politische Nähe zu Evo Morales nachgesagt.

## Weg in die Politik
Noch als Kind zog er von seiner Geburtsstadt Sacaba nach Entre Ríos im Chapare, dem Zentrum des Cocaanbaus in Bolivien. Rodríguez übernahm in einer Cocalero-Gewerkschaft Aufgaben als Protokollant und Sekretär. 2018 wurde er Vizepräsident der Coordinadora de las Seis Federaciones del Trópico de Cochabamba, einer sozialen Organisation. Er studierte u. a. an der Universidad Mayor de San Simón in Cochabamba Politikwissenschaften. Bei den Präsidentschafts- und Parlamentswahl in Bolivien 2020 wurde er für den MAS für das Departamento Cochabamba in den Senat gewählt und wurde Präsident dieser Kammer.
Für die Präsidentschaftswahl in Bolivien 2025 galt er zunächst als naheliegender Kandidat der MAS. Als er entsprechende Ambitionen äußerte, bezeichnete ihn Ex-Präsident Morales als „Verräter“. Morales hatte sich selber zur Wahl stellen wollen, obwohl die Verfassung eine nochmalige Amtszeit verbot. Rodríguez trat schließlich für das Wahlbündnis Alianza Popular an und schied mit 8,2 % der Stimmen im ersten Wahlgang aus. Bei der Stimmabgabe wurde er von Anhängern Morales’ mit Steinwürfen attackiert.